# Día Mundial de la Alimentación
El Día Mundial de la Alimentación es una jornada que se celebra anualmente el 16 de octubre desde 1981, fue proclamada por la Organización de las Naciones Unidas para la Alimentación y la Agricultura (FAO) en 1980.

## Proclamación
El Día Mundial de la Alimentación fue proclamado por la FAO el 5 de diciembre de 1980 durante la 20ª Conferencia General de la FAO. La propuesta fue presentada por la delegación de Hungría, liderada por el entonces Ministro de Agricultura y Alimentación, Dr. Pál Romány. El objetivo principal de la proclamación es concienciar sobre el problema del hambre en el mundo, promover la seguridad alimentaria y la nutrición, y fomentar la acción global para erradicar el hambre. Este día destaca la importancia del derecho a la alimentación, reconocido por la Declaración Universal de Derechos Humanos, y busca promover el acceso a una alimentación adecuada para todos.

## Celebración
Este día se celebra anualmente el 16 de octubre, en conmemoración de la fundación de la FAO en 1945. La primera celebración oficial tuvo lugar en 1981. El mismo día se celebra el Día Mundial del Pan. Cada año, esta jornada adopta un tema diferente para resaltar áreas específicas que requieren atención y acción. Las actividades típicas incluyen conferencias, campañas de sensibilización, eventos educativos, ferias de alimentos y programas de distribución de alimentos, organizados por gobiernos, ONG y otras organizaciones relacionadas con la seguridad alimentaria. Los alimentos representan diversidad, nutrición, asequibilidad, accesibilidad e inocuidad, aspectos fundamentales para erradicar el hambre y la malnutrición.La FAO trabaja para transformar los sistemas agroalimentarios, promoviendo una mejor producción, nutrición, medio ambiente y vida para todos. Brinda asistencia técnica, fortalece la gobernanza, desarrolla capacidades y fomenta el diálogo político para lograr estos objetivos.

## Temas
- 1981-1982: La alimentación: derecho prioritario[7]
- 1983: La seguridad alimentaria[7]
- 1984: La mujer en la agricultura[7]
- 1985: Pobreza rural[7]
- 1986: Los pescadores y sus comunidades[7]
- 1987: Los pequeños agricultores[7]
- 1988: La juventud rural[7]
- 1989: Alimentación y medio ambiente[7]
- 1990: Alimentos para el futuro[7]
- 1991: El árbol, fuente de vida[7]
- 1992: Alimentación y nutrición[7]
- 1993: La diversidad de la naturaleza: un patrimonio valioso[7]
- 1994: El agua germen de la vida[7]
- 1995: Alimentos para todos[7]
- 1996: Lucha contra el hambre y la malnutrición[7]
- 1997: Invertir en la seguridad alimentaria[7]
- 1998: Las mujeres nutren el mundo[7][8]
- 1999: La Juventud contra el Hambre[7][9]
- 2000: Un milenio sin hambre[7][10]
- 2001: Combatir el hambre para reducir la pobreza[7][11]
- 2002: El agua, fuente de seguridad alimentaria[7][12]
- 2003: Alianza internacional contra el hambre[7][13]
- 2004: La biodiversidad al servicio de la seguridad alimentaria[7][14]
- 2005: Agricultura y diálogo de culturas[7][15]
- 2006: Invertir en la agricultura para lograr la seguridad alimentaria[7][16]
- 2007: El derecho a la alimentación[7][17]
- 2008: La Seguridad Alimentaria Mundial los Desafíos del Cambio Climático y la Bioenergía[7][18]
- 2009: Conseguir la seguridad alimentaria en épocas de crisis[7][19]
- 2010: Unidos contra el Hambre[7][20]
- 2011: Precios de los alimentos: de la crisis a la estabilidad[7][21]
- 2012: Las cooperativas agrícolas alimentan al mundo[7][22]
- 2013: Sistemas alimentarios sostenibles para la seguridad alimentaria y la nutrición[7][23]
- 2014: Agricultura Familiar: Alimentar al mundo, cuidar el planeta[7][24]
- 2015: Protección social y agricultura, para romper el ciclo de la pobreza rural[25]
- 2016: El clima está cambiando. La alimentación y la agricultura también[26]
- 2017: Cambiar el futuro de la migración. Invertir en seguridad alimentaria y desarrollo rural[27]
- 2018: Nuestras Acciones son nuestro futuro[28]
- 2019: Una alimentación sana para un mundo hambre cero[29]
- 2020: Cultivar, nutrir, preservar. Juntos[30]
- 2021: Mejor producción, mejor nutrición, un mejor medio ambiente y una vida mejor[31]
- 2022: No dejar a nadie atrás[32]
- 2023: El agua es vida. El agua nutre. No dejar a nadie atrás[33]
- 2024:Derecho a los alimentos para una vida y futuro mejores.